# 大道寺周勝
大道寺 周勝（だいどうじ かねかつ）は、戦国時代の後北条氏の家臣。大道寺盛昌の嫡男。

## 生涯
天文19年（1550年）もしくは20年（1551年）7月12日に父・盛昌が亡くなると家督を継承し、父に引き続き鎌倉代官と河越城代、深谷上杉家への指南を務めた。
上杉謙信による侵攻を受けた永禄4年（1561年）の4月を最後に河越城代としての活動が確認できず、その後間もなく死去した可能性が考えられる。嫡子・源六も確認できず、永禄6年（1563年）3月に周勝の弟とみられる資親が家督を継いだ。